# Posizione del 99

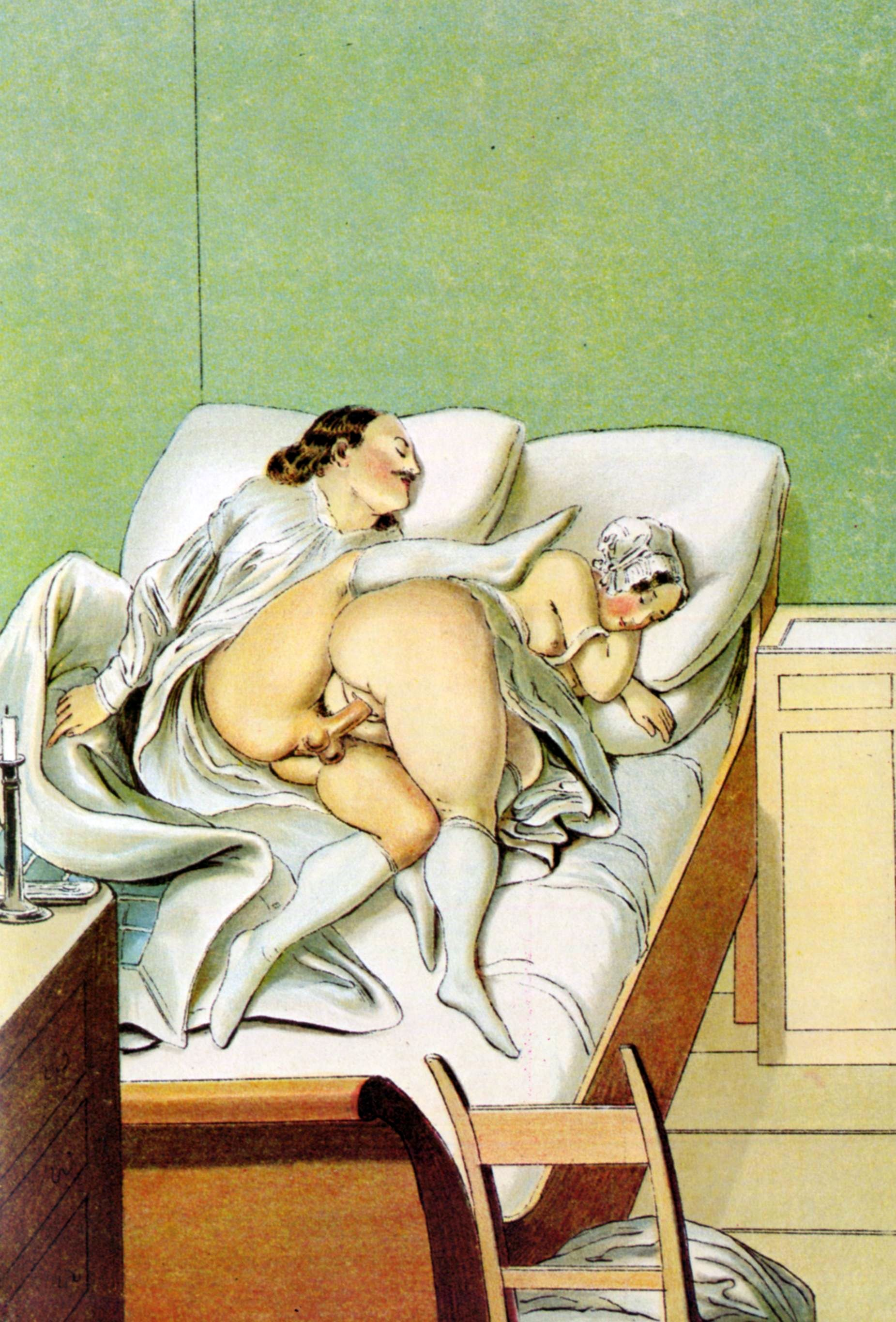
Ritratto della posizione del 99

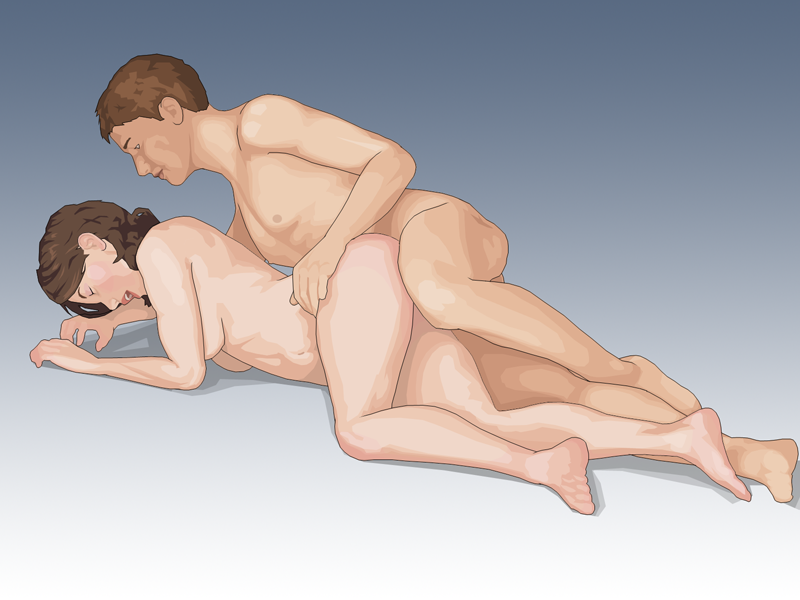

La posizione del 99, chiamata anche posizione a cucchiaio o con il termine inglese spooning, è una posizione sessuale in cui uno i due partner sono distesi su di un fianco l'uno dietro l'altro, il cui addome del partner attivo è a contatto con il dorso del partner ricevente. Questa posizione può dare origine a una penetrazione vaginale o anale con il pene, attraverso le dita o un oggetto.
Il numero 99 di per sé è una rappresentazione figurativa di questa posizione. Infatti, se consideriamo schematicamente queste due figure come la testa dei partner, il numero 99 rappresenta i due partner uno dietro l'altro.
Viene anche chiamata la posizione a cucchiaio o dei cucchiai, alludendo alla nidificazione delle file di cucchiai, quando i due partner sono distesi su di un lato.
Questa posizione, è particolarmente raccomandata per le persone con limitazioni fisiche, come le donne incinte o le persone in sovrappeso. Può anche ritardare l'eiaculazione negli uomini inclini all'eiaculazione precoce.
Il termine anglofono spoons' deriva dal modo in cui due cucchiai possono essere posizionati fianco a fianco, con le parti concave allineate. La posizione del 99 permette una penetrazione posteriore del partner, in modo simile alla posizione da dietro.
La posizione del 99 è stata definita come una delle "quattro posizioni base" delle pratiche sessuali.